# Goran Tomić
Goran Tomić (Šibenik, 18. ožujka 1977.) hrvatski je  nogometni trener i bivši  nogometaš. Kao igrač igrao je na mjestu napadača. Trenutačno je trener Istre 1961.

## Igračka karijera
Igračku karijeru ostvario je u mlađim kategorijama Hajduka, mlađim kategorijama i seniorima Šibenika, grčkom AEK-u, talijanskoj Reggini i Vicenzi, austrijskom Red Bull Salzburgu, belgijskom Lierseu te u kineskom Henan Jianyeu. Profesionalnim igranjem prestao se baviti prvih dana srpnja 2007. godine.
Za hrvatsku reprezentaciju do 21 godine odigrao je 11 utakmica.

## Trenerska karijera
Trenersku karijeru nastavio je u Kini. Vodio je Beijing Baxy, Tianjin Songjiang i Zheijang Yiteng.
Nakon Kine vratio se u HNK Šibenik kako bi ga vodio u kvalifikacijama za plasman u prvu ligu sezone 2016./17. U srpnju 2016. došao je na mjesto trenera pulske Istre 1961. Krajem 2016. otišao je u Kinu na poziv poznatoga švedskog trenera Svena Görana Erikssona na klupu Shenzhena kao njegov pomoćnik. Početkom ljeta 2017. otkazom Erikssona, odlazi i Tomić.
Dana 27. prosinca 2017. imenovan je trenerom zagrebačke Lokomotive. Otišao je s klupe Lokomotive 9. siječnja 2021., a u međuvremenu je s klubom ostvario najveće uspjehe u povijesti istog; 25. srpnja 2020. pobjedom 2:1 nad Osijekom, klub je osvojio drugo mjesto u domaćem prvenstvu izborivši kvalifikacije za Ligu prvaka, u kojima je 26. kolovoza rezultatom 1:0 izgubio od bečkog Rapida.